# Portada/efemèride maig 21
Marta Toren
« 20 de maig · 21 de maig · 22 de maig »